# Sašha Danilović
Predrag "Saša" Danilović (cirílico sérvio: Предраг "Саша" Даниловић, pronunciado [prêdraːɡ saːʃa danǐːloʋitɕ]; nascido em 26 de fevereiro de 1970), geralmente chamado de Sasha Danilović, é um sérvio ex-jogador de basquete profissional considerado um dos melhores Alas-armadores europeus durante a década de 1990.
Danilović foi o MVP do Final Four da Euroliga de 1992, foi eleito Mister Europa em 1998 e foi o MVP da Liga Italiana no mesmo ano.
A partir de 2007, Danilović atuou como Presidente do Partizan. Em 2015, ele renunciou ao cargo. Em 15 de dezembro de 2016, Danilović tornou-se presidente da Federação de Basquetebol da Sérvia (KSS).

## Início da vida e da carreira
Nascido em Sarajevo, filho de uma família de sérvios germânicos (pai da aldeia de Orašje Zubci, perto de Trebinje, e mãe da aldeia de Kukričje, perto de Bileća), Danilović cresceu no bairro Alipasino polje, perto do edifício principal da RTV Sarajevo. Durante a adolescência, seus verões e invernos eram gastos principalmente nas respectivas aldeias dos pais e na cidade de Trebinje, onde ele tinha tias e tios.
Um garoto alto e magro, Danilović se destacou em vários esportes, incluindo futebol, patinação de velocidade e basquete de rua. Ele começou a jogar basquete nas divisões de base do KK Bosna sob o comando do técnico Mladen Ostojić. O talento dele ficou evidente e não demorou muito até ele começar a receber atenção de grandes clubes jugoslavos como o KK Partizan, cujo treinador adjunto, Duško Vujošević, foi alertado sobre o talento do jovem pelo Armador, Željko Obradović, que viu Danilović em um torneio de basquete juvenil no Monte Zlatibor.
No final de 1985, Vujošević entrou com um acordo pelo jogador de 15 anos. Conseguir Danilović e seus pais concordarem em mudar para Belgrado provou ser a parte fácil; O verdadeiro desafio era conseguir que seu clube, KK Bosna, assinasse a transferência. Danilović não estava sob um contrato profissional com o clube, mas de acordo com as regras da Federação Jugoslava de Basquetebol (KSJ), ele precisava da permissão do seu clube para completar a transfêrencia. Nas próprias palavras de Danilović: "As pessoas do Bosna não gostavam muito de mim enquanto eu estava lá; até planejaram me emprestar para outros clubes da região de Sarajevo, o que eu não queria de jeito nenhum. Além disso, o presidente do Bosna, Mirza Delibašić, e o vice-presidente do Partizan, Dragan Kićanović, eram bons amigos, o que criou um constrangimento adicional e tudo se arrastou durante algum tempo".

Como Bosna não parecia disposto a deixá-lo ir, Danilović e Partizan decidiram agir unilateralmente enquanto o jogador se mudava para Belgrado, sabendo muito bem que ele teria que ficar de fora por um ano antes de participar de competições oficiais. A transferência marcou o início de uma longa amizade e associação profissional entre Danilović e Vujošević com o treinador de 28 anos, inicialmente atuando como mentor para o jogador de 16 anos de idade. Pouco tempo depois, Vujošević subiu na hierarquia do Partizan, tornando-se treinador no lugar de Vladislav Lučić, enquanto o jovem Danilović começou a treinar com o primeiro time. Devido à situação administrativa, Danilović só podia treinar com os jogadores do Partizan, o que ele fez vigorosa e devotadamente por até 7 ou 8 horas por dia. Seus arranjos de vida foram fornecidos pelo clube: eles o colocaram em um quarto no JNA Stadium junto com seus colegas Oliver Popović e seu irmão. Além disso, de acordo com os desejos de seus pais, o clube assegurou que ele também cursaria o ensino médio em tempo integral, sendo matriculado na Escola Técnica Petar Drapšin. No entanto, incapaz de fazer as aulas devido os treinos longos e frequentes, ele logo se mudou para a educação em tempo parcial na escola turística simplificada. Discutindo os seus primeiros dias em Belgrado e a chegada a um novo clube, Danilović disse mais tarde: 

Certas pessoas do Partizan gostavam muito de mim, mas também havia pessoas dentro do clube que pensavam que eu era um "neandertal de Sarajevo" porque eu era um garoto que treinava como um animal. Naquele momento, para mim, Vujošević era treinador e pai ao mesmo tempo. Ele me moldou em um jogador e como um homem. Foi com ele que aprendi a dedicar atenção ao trabalho individual. Eu percebi que o talento sem trabalho significa absolutamente nada. Mesmo com trabalho duro, às vezes ainda não é suficiente, porque você não tem boa sorte. Felizmente eu tive isso.

 O Partizan tentou obter permissão para registrar oficialmente seu novo jogador enquanto o Bosna lançou um processo contra o jogador. A Federação de Basquete da Iugoslava que decidiu a favor do Bosna e Danilović teve outro ano adicionado à sua proibição de jogar no Partizan.
No meio de sua proibição, no verão de 1987, Danilović de 17 anos, mudou-se para Cookeville, Tennessee, onde se matriculou na Cookeville High School e jogava basquete e pólo aquático. No entanto, apenas sete meses depois, ele voltou para Belgrado e para o Partizan, apesar de ainda não poder jogar em jogos oficiais. Seus arranjos de vida também mudaram; o clube o transferiu para o Hotel Putnik em Nova Belgrado por um curto período de tempo antes de finalmente colocá-lo em um apartamento no Blok 45 que ele também dividiu com Popović. No verão de 1988, Danilović foi incluído na Seleção Jugoslava que disputou o EuroBasker da categoria. Treinado por seu mentor Vujošević e atuando ao lado dos promissores juniores iugoslavos, Arijan Komazec, Taban Tabak e Rastko Cvetković, Danilović levou a equipe à medalha de ouro.

## Carreira profissional

### KK Partizan

#### Temporada de 1988–89
No verão de 1988, o banimento de dois anos de Danilović finalmente expirou e o jogador estava livre para jogar pelo  Partizan. Já familiarizado com os jogadores, o jovem de dezoito anos juntou-se a um plantel carregado de jovens talentos em todas as posições - o armador de 21 anos, Saša Đorđević, Žarko Paspalj que podia jogar em três ou quatro posições e tinha 22 anos, o Ala de 22 anos, Ivo Nakić e o versátil Vlade Divac, de vinte anos. Vindo de uma temporada em que eles foram para o Final Four da Euroliga (eliminados pelo Maccabi Tel Aviv na semifinal) e perderam para o emergente Jugoplastika na Final da Liga Iugoslava, o jovem time do Partizan estava tentando recuperar o título da liga nacional.
O jovem Danilović imediatamente conseguiu grandes minutos, se destacando especialmente nas tarefas defensivas contribuindo com apenas 5,6 pontos por jogo ofensivamente (123 pontos em 21 jogos na liga). Partizan terminou a temporada regular em primeiro lugar com um recorde de 16-6, o que significava que o clube de Belgrado teria a vantagem de decidir em casa nos playoffs.
Ganhar as duas competições da taça naquela temporada - a Copa Korać e a Copa da Iugoslávia - surgiu como um grande impulso de confiança para um time jovem. Os dois troféus chegaram em meados de Março de 1989 - em 16 de Março, o Partizan foi a Cantù para o primeiro jogo da final da Taça Korać contra o Wiwa Vismara, perdendo por 13 pontos com Danilović tendo feito 10 pontos, seguido de uma viagem direta a Maribor para defrontar o Jugoplastika na final da Taça da Jugoslávia, vencendo por 87-74, antes de regressar a casa para a final da Taça Korać em 22 de Março e vencer por 19 pontos para anular o déficit no primeiro jogo e levar o troféu. Danilović contribuiu novamente com 10 pontos no segundo jogo, recebendo seu nome no segundo grande troféu dentro de três dias.
Na semifinal da liga nacional, o Partizan eliminou facilmente o rival Estrela Vermelha, estabelecendo a revanche na final contra o Jugoplastika, que havia vencido a Euroliga. O Jugoplastika venceu os 2 jogos e conseguiu o bi-campeonato.

#### Temporada de 1989–90
Por sua brilhante temporada de estreia, Danilović foi convocado para os treinos da Seleção Jugoslava pelo treinador Dušan Ivković, antes do EuroBasket de 1989, ele chegou aos 12 convocados finais e jogou a competição ao lado dos colegas Divac e Paspalj. Voltando ao Partizan mais tarde naquele verão, o time passou por grandes mudanças: Divac e Paspalj foram para a NBA, Lakers e Spurs, respectivamente, o armador Đorđević indo cumprir sua missão obrigatória no Exército Popular Iugoslavo (JNA), e o treinador Vujošević foi para o clube espanhol Oximesa, levando o veterano pivô Savović com ele. Reba Ćorkovic, que anteriormente treinou o clube durante duas temporadas separadas em meados da década de 1970 e início da década de 1980 (vencendo dois títulos nacionais em 1975-76 e 1980-81), retornou como treinador principal.
Com um elenco limitado, ficou claro que o Partizan não era páreo para os clubes iugoslavos mais difíceis. Eles terminaram a temporada em 8º lugar com um recorde de 9-13, não se classificando aos playoffs - a pior classificação em 19 anos. Eles não se saíram muito melhor na Copa da Jugoslávia ou na Taça dos Vencedores das Taças da Europa, terminando ambas as competições sendo eliminados nas quartas-de-final. A temporada também não foi boa para o Danilović: depois de começar a temporada fortemente com melhorias contínuas, ele sofreu uma lesão que terminou sua temporada depois de aparecer em apenas 11 jogos com 14.3 pontos por jogo. A lesão também o deixou fora do Campeonato Mundial de Basquetebol Masculino de 1990.

#### Temporada de 1990-91
Utilizando a sua já conhecida tendência para o trabalho árduo, Danilović, de vinte anos, concentrou-se em recuperar a sua forma de jogo no início da temporada de 1990-91. Entretanto, a equipa passou por mudanças significativas com o treinador Ćorković saindo e Vujošević voltando ao clube. Outro retorno foi de Paspalj, depois de apenas uma temporada com os Spurs. Com o principal candidato ao título, KK Split, passando por uma troca de treinadores com o treinador Boža Maljković indo para o Barcelona, além do Dino Rađa fazer uma grande transferência para a Itália, o Partizan estava pronto para finalmente superar seu maior rival dos últimos anos.
Com Danilović na reserva de Saša Đorđević, a equipe terminou a temporada regular na segunda colocação com um recorde de 18-4. Agora uma parte integrante da equipe, Danilović contribuiu com 13,9 pontos por jogo na liga.
No final de junho de 1992, Danilović entrou no Draft de 1992, onde foi selecionado pelo Golden State Warriors na segunda rodada (43ª escolha geral). Ele decidiu ficar na Europa, assinando com o agente esportivo Mira Poljo, um agente estabelecido com boas conexões na Itália através da agência de esportes Interperformances. Danilović acabou por assinar um contrato lucrativo com o Virtus Bologna, pagando-lhe cerca de 900.000 dólares por temporada.

### Virtus Bologna
Chegando à cidade italiana de Bolonha e ao clube Virtus que tinha sido campeão da Euroliga, grandes coisas eram esperadas de Danilović. Mais cedo naquele verão, o clube passou por uma mudança com o empresário Alfredo Cazzola o adquirindo.

#### Temporada de 1992-1993
Treinado por Ettore Messina e jogando ao lado de Roberto Brunamonti, Bill Wennington e Augusto Binelli, Danilović levou o time ao topo da classificação na temporada regular com um recorde de 24-6. Eles venceram os playoffs sem uma única derrota, superando Olimpia Pistoia, Clear Cantù e, finalmente, o Benetton Treviso de Toni Kukoc na final na final da Liga Italiana. Estabelecendo-se como líder indiscutível do Virtus, Danilović teve uma média de 23,7 pontos por jogo ao longo da temporada regular e dos playoffs.
Em contraste com o campeonato nacional, o sucesso na Euroliga mostrou-se elusivo. A campanha começou no início de outubro, mas foi o jogo de abertura da fase de grupos em 29 de outubro de 1992 que trouxe Danilović uma desconfortável viagem para jogar contra o Cibona em Zagreb. Assim, ele se tornou o primeiro sérvio a jogar um jogo competitivo na recém-independente Croácia após a Desintegração da Iugoslávia, enquanto as guerras iugoslavas estavam em pleno andamento. Chocado ao jogar num ambiente extremamente hostil, Danilović fez apenas 12 pontos na derrota do Virtus. Falando da experiência em Zagreb, mais tarde em 1996, Danilović disse: "Eu presumi que haveria problemas, mas eu certamente não esperava tanto ódio. Oito mil pessoas compareceram apenas para insultar um sérvio. Passar por esse jogo não foi nada fácil para mim e você pode dizer pelas minhas estatísticas".
No jogo de volta em Bologna em janeiro de 1993, Danilović liderou a equipe com 23 pontos em vitória por 40 pontos de diferença. Depois de uma fase de grupos ruim, o Virtus enfrentou o Real Madrid de Arvydas Sabonis nas quartas de final. O Virtus foi derrotado pno primeiro jogo em casa no PalaDozza por 20 pontos de diferença, com Danilović marcando 4 pontos. Cinco dias depois em Madrid, o Real terminou o trabalho com outra vitória convincente desta vez por 21 pontos diferentes.

#### Temporada de 1993–94
No verão de 1993, o técnico Messina deixou o clube para assumir o cargo de treinador da seleção italiana e Alberto Bucci foi seu substituto. O clube ganhou um novo patrocinador de direitos de nomeação, Buckler Beer, enquanto esperava sua nova arena que ainda estava sendo construída. O elenco permaneceu em grande parte o mesmo; A única mudança notável de jogadores foi o retorno de Bill Wennington à NBA para jogar no Chicago Bulls e a chegada de Cliff Levingston do PAOK. Com as contribuições de Danilović para o sucesso do Virtus, ele e seu agente Luciano Capicchioni, também começaram a olhar para a NBA como uma opção, mas no final decidiu ficar no Bolonha por enquanto.
Na temporada de 1993-94, ficou claro que nenhum clube era páreo para o Virtus na Liga Italiana. Saltando para o topo da classificação com cinco vitórias consecutivas para abrir a temporada do campeonato, eles nunca abandonaram o primeiro lugar até o final, terminando a temporada regular com o mesmo recorde de 24-6 da campanha anterior. Bem estabelecido na Itália com apelidos como lo Zar (o Tzar) e Zar Freddo (o Tzar Frio) dado a ele pela mídia esportiva italiana devido à sua coragem e comportamento sob pressão, Danilović continuou a liderar a equipe. Em dezembro de 1993, aproximadamente no meio da temporada, Virtus mudou-se para a recém-construída arena PalaMalaguti, com 8.650 lugares (que agora tem 11.000 lugares), localizada fora do centro da cidade, em Casalecchio di Reno.

### Miami Heat
Apesar de ter sido escolhido pelo Golden State Warriors com a 43ª escolha geral no Draft de 1992, Danilović continuou jogando na Europa por mais três temporadas antes de estrear na NBA. Enquanto isso, em novembro de 1994, seus direitos foram trocados para o Miami Heat. Em meados de junho de 1995, Danilović assinou um contrato de quatro anos com Miami no valor de mais de US $ 8 milhões.
Durante as suas duas temporadas na NBA (1995–1997), Danilović teve uma média de 12,8 pontos, 2,4 rebotes e 2 assistências por jogo.

#### Temporada de 1995–96
Danilović estreou no Heat no primeiro dia da temporada, como titular ao lado de Billy Coles, Billy Owens, Kevin Willis e Alonzo Mourning. Ele contribuiu com 16 pontos, ajudando seu time a derrotar o Cleveland Cavaliers por 85-71 antes de ser expulso no final do jogo devido a uma briga com Chris Mills, de Cleveland. O incidente que viu ambos os jogadores serem eliminados começou com Mills batendo com o cotovelo no queixo de Danilović, em resposta, ele deu uma cotovelada no queixo. Mills reagiu imediatamente socando Danilović com um gancho de direita na mandíbula, deixando-o com um lábio cortado que exigiu nove pontos. Depois do jogo, Danilović disse que estava apenas a revidar depois de ser atingido, enquanto Mills afirmou que Danilović estava a jogar sujo durante todo o jogo. Ambos os jogadores foram subsequentemente multados e suspensos pela liga - Mills recebeu uma suspensão de um jogo e uma multa de US $ 10.000, enquanto Danilović também foi suspenso por um jogo, além de ser multado em US $ 3.500.
Apesar de receber críticas sobre o que alguns consideravam um jogo excessivamente agressivo, o Heat abriu a temporada com um recorde de 11-3. Danilović começou a acertar os seus arremessos em dezembro de 1995, tendo médias de 20 pontos por jogo nos quatro jogos entre 6 e 12 de dezembro de 1995, incluindo 30 pontos em Phoenix. Sua temporada acabou sendo interrompida por lesão sofrida em 14 de dezembro de 1995 em um jogo contra o Golden State Warrios, ele sofreu uma lesão uma lesão no pulso direito. Sendo uma lesão que ele já havia sofrido há três anos, Danilović estava confiante de que se recuperaria novamente com a terapia habitual. No entanto, quando o inchaço não se dissipou em algumas semanas, quando as tentativas de reabilitar seu pulso através da terapia falharam, ficou claro que a lesão era mais séria desta vez, exigindo a atenção de um especialista. A frustração de Danilović de ficar de fora com uma lesão que não mostrava sinais de melhora ficou evidente em 23 de dezembro de 1995. Durante o intervalo de um jogo em Charlotte, ele estava assinando autógrafos perto do túnel dos vestiários quando um fã indisciplinado começou a abusar verbalmente dele; Danilović reagiu enfrentando fisicamente o torcedor e teve que ser contido pelo executivo do Heat, Randy Pfund. Em 2 de janeiro de 1996, Danilović passou por uma cirurgia bem sucedida na mão e o processo de recuperação deveria durar 3-4 meses. No início de Fevereiro de 1996, com o seu plano de recuperação sendo regressar as quadras no último mês da temporada regular, Danilović foi autorizado a deixar a equipa e visitar a sua família na Itália e na Jugoslávia. Durante a dispensa de Danilović, o Heat revisou completamente o seu elenco, trazendo Tim Hardaway e Chris Gatling do Golden State Warriors, Walt Williams e Tyrone Corbin do Sacramento King e Tony Smith do Phoenix Suns.
As projeções de Danilović voltando da lesão no início de abril de 1996 mostraram-se excessivamente otimistas, já que seu retorno aconteceu em 21 de abril de 1996, em casa, contra o Atlanta, o último jogo do Heat na temporada regular. Muito enferrujado depois de quatro meses fora de jogo, Danilović acumulou modestos 8 pontos em 25 minutos de uma derrota por 92-104. O Heat terminou a temporada com 42-40, classificando-se para os playoffs como a equipe de oitava melhor colocação na Conferência Leste, onde enfrentariam o Chicago Bulls de Michael Jordan, que havia perdido apenas 10 jogos durante toda a temporada.
Fazendo sua estreia nos playoffs da NBA apenas cinco dias depois de voltar de uma contusão que durou meses, Danilović começou o jogo reserva. O sérvio teve outro mau desempenho pós-lesão, marcando apenas 3 pontos em 22 minutos em uma derrota por 102-85 para os Bulls. Dois dias depois, o segundo jogo da série trouxe um desempenho muito melhor de Danilović, que marcou 15 pontos em 23 minutos; no entanto, o Heat ainda sofreu uma derrota ainda pior, desta vez por 31 pontos de diferença. A série então mudou para Miami e os Bulls terminaram a série, vencendo facilmente o 3° jogo por 112-91 com Danilović marcando 7 pontos.

### Retorno para o Virtus
No início de junho de 1997, após receber uma proposta de contrato de três anos com lucro líquido de US $ 6 milhões de seu antigo clube Virtus Bologna, Danilović decidiu terminar seu tempo na NBA, dois anos antes de completar seu contrato de 4 anos, perdendo assim US $ 4,9 milhões em salário. Em 23 de Abril de 1998, Danilović venceu a sua segunda Euroliga, derrotando o AEK na final em Barcelona. Em 31 de maio, o Virtus conquistou seu 14º título nacional, derrotando na final, o Fortitudo Bologna.  A final de 1998 entre Virtus e Fortiudo é considerada a maior da história do basquete italiano, com duas equipes da mesma cidade, que estavam entre as melhores do continente.
Na temporada seguinte, o Virtus ganhou sua 7ª Copa da Itália, mas perdeu na final da Euroliga contra o Žalgiris de Tyus Edney e foi eliminado nas semifinais do campeonato nacional. Sob a presidência de Cazzola e graças às lideranças de Danilović e Messina, os anos 90 foram considerados a "Idade de Ouro" do Virtus Bologna, que reuniu quatro títulos nacionais, duas Copas da Itália, uma Taça das Taças e uma Euroliga, tornando-se uma das mais notáveis equipes de sucesso na Europa. Em outubro de 2000, no final da temporada seguinte, Danilović surpreendentemente anunciou sua aposentadoria do basquete profissional.

## Estatísticas de carreira

### EuroLeague
Nota: A EuroLeague não é foi única competição em que o jogador participou durante a temporada. Ele também jogou em competição doméstica e competição regional.
| Ano       | Equipe         | PJ  | MPJ  | AP    | 3P   | LL    | RT  | AS  | BR  | TO | PPJ  |
| --------- | -------------- | --- | ---- | ----- | ---- | ----- | --- | --- | --- | -- | ---- |
| 1991–92 † | Partizan       | 19  | 29,8 | 555   | .470 | , 747 | 4,5 | 1,6 | 2,2 | .0 | 19,4 |
| 1992–93   | Virtus Bologna | 15  | 33,8 | , 548 | .341 | , 747 | 3,6 | 1,1 | 1,7 | .0 | 18,7 |
| 1993–94   | Virtus Bologna | 14  | 33,0 | , 497 | .327 | .843  | 3,1 | 1,6 | 1,4 | .0 | 20,0 |
| 1994–95   | Virtus Bologna | 17  | 33,8 | .535  | .349 | , 807 | 2,8 | 1,6 | 1,9 | .0 | 22,1 |
| 1997–98 † | Virtus Bologna | 21  | 36,9 | .467  | 304  | , 747 | 3,8 | 3,2 | 1,2 | .0 | 17,5 |
| 1998–99   | Virtus Bologna | 14  | 35,2 | , 500 | .300 | 845   | 1,6 | 1,9 | 1,2 | .0 | 16,9 |
| Carreira  | Carreira       | 100 | ?    | ?     | ?    | ?     | ?   | ?   | ?   | ?  | ?    |

### NBA
| Ano      | Equipe           | PJ | MPJ  | AP   | 3P   | LL   | RT   | AS   | BR   | TO   | PPJ   |
| -------- | ---------------- | -- | ---- | ---- | ---- | ---- | ---- | ---- | ---- | ---- | ----- |
| 1995-96  | Miami Heat       | 19 | 28.5 | .451 | .436 | .764 | 2.42 | 2.47 | 0.79 | 0.16 | 13.42 |
| 1996-97  | Miami Heat       | 43 | 31.4 | .442 | .358 | .777 | 2.37 | 1.79 | 0.91 | 0.19 | 11.30 |
| 1996-97  | Dallas Mavericks | 13 | 33.7 | .420 | .367 | .842 | 2.62 | 1.92 | 1.15 | 0.08 | 16.62 |
| Carreira | Carreira         | 75 | 31.1 | .439 | .379 | .789 | 2.43 | 1.99 | 0.92 | 0.16 | 12.76 |

## Carreira na seleção
Com a Seleção Jugoslava, Danilović venceu quatro EuroBaskets em 1989, 1991, 1995 e 1997.
Ele também foi membro da equipe iugoslava que ganhou a medalha de prata nos Jogos Olímpicos de 1996, em Atlanta.

## Títulos e Honras

### Clubes
- Euroliga: 2 (com Partizan 1991–92 e Virtus Bologna 1997–98 )
- Taça Korać: 1 (com Partizan  1988-89)
- Taça Jugoslava: 1 (com Partizan  1988–89)
- Liga iugoslava: 1 (com Partizan  1991–92)
- Taça Jugoslava: 1 (com Partizan  1991–92)
- Liga Italiana: 4 (com Virtus Bologna  1992–93, 1993–94, 1994–95, 1997–98)
- Taça de Itália: 1 (com Virtus Bologna  1998–99)
- Supercopa Italiana: 1 (com Virtus Bologna  1997)

### Individual
- Mister Europa: 1998
- MVP do Final Four da Euroliga: 1992
- Cestinha das Finais da Euroliga: 1992
- Cestinha da Euroliga: 1995
- 2× FIBA EuroStar: 1997, 1998
- MVP da Liga Italiana: 1998
- No. 5 aposentado por Virtus Bologna
- 50 Maiores Colaboradores da Euroliga (2008)

## Carreira Administrativa

### Vice-presidente do Partizan (2000–2004)
Em outubro de 2000, pouco depois de se aposentar profissionalmente, Danilović tornou-se co-vice-presidente do KK Partizan, ao lado de Žarko Paspalj, Dražen Dalipagić e Ivica Divac, trabalhando abaixo do também recém-nomeado presidente do clube, Vlade Divac. A nomeação surgiu por iniciativa do presidente deposto Ivica Dačić durante o período de convulsão política na Sérvia, na sequência da queda de Slobodan Milošević. Vendo que várias empresas estatais e propriedades comunitárias estavam sendo tomadas de forma duvidosa durante o vácuo de poder que resultou da mudança de regime, Dačić (o presidente cessante do clube e, mais importante, um político repentinamente marginalizado que, devido à sua associação com Milošević, foi forçado a deixar o seu posto no clube) viu ser prudente trazer dois antigos ídolos do clube como uma salvaguarda contra o mesmo acontecendo com o Partizan.
Como o presidente do clube, Divac, na época ainda era um jogador ativo na NBA, enquanto os outros co-vices presidentes Paspalj, Dalipagić e Ivica Divac demonstravam pouco interesse em se envolver no dia a dia do clube, Danilović essencialmente tornou-se o principal tomador de decisões do Partizan.
Herdando um treinador principal, Darko Russo, Danilović deixou-o terminar a temporada antes de contratar o antigo mentor e amigo Duško Vujošević durante o Verão de 2001. Vujošević começou imediatamente a produzir resultados, conquistando a liga em 2001-02, terminando o período de títulos do KK Budućnost. Foi o primeiro de nove troféus consecutivos da liga sob o seu comando. Embora continuasse sem dinheiro, sob o comando de Danilović, Divac e do diretor esportivo Dragan Todorić, o clube instituiu um modelo de criação de jovens jogadores de sua própria organização juvenil ou vindo de clubes menores na Sérvia e Montenegro, em vez de depender de estrangeiros. Ele provou ser um vencedor tanto na quadra quanto nos negócios, pois o Partizan vendeu seu melhor jogador em intervalos regulares (geralmente todo verão) e depois reinvestiu esse dinheiro no sistema jovem ou adquiriu jovens talentos de clubes menores. O clube conseguiu vencer a liga da Iugoslávia / Sérvia e Montenegro, ano após ano, garantindo um lugar na Euroliga, o que foi essencial para o resultado final.
Simultaneamente, Danilović foi contra o seu clube se juntar à Liga Adriática de Basquetebol. No entanto, em 2004, o Partizan foi forçado a entrar na competição regional porque o seu lugar na Euroliga dependia agora de competir regionalmente em vez de domesticamente. Isso também trouxe mudanças no modelo de negócios do clube, já que no verão de 2004 eles trouxeram jogadores já estabelecidos da seleção, Dejan Milojević de 27 anos e Milan Gurović de 29 anos, para reforçar a equipe no início da Liga Adriática. Essa seria um dos últimos movimentos de Danilović no clube, pois ele deixou o KK Partizan um tempo depois.

### Presidente do Partizan (2007–2015)
Em 2007, Danilović retornou ao KK Partizan, desta vez como presidente.
No final de Maio de 2007, após um jogo da Liga da Sérvia entre o KK Hemofarm e o Partizan no Millennium Centar em Vršac, Danilović agrediu o árbitro Marko Juras. Insatisfeito com as decisões de Juras no jogo que o Partizan perdeu, ele seguiu o árbitro até o vestiário dos árbitros e começou a derrubá-lo no chão, dando vários socos. Juras apresentou uma queixa criminal contra Danilović, assim como o Ministério da Administração Interna da Sérvia. Em Julho de 2007, Danilović foi suspenso pela Federação Sérvia de Basquetebol (KSS) de todas as atividades relacionadas com basquete durante dois anos, mas dois meses depois a punição foi reduzida a um período probatório.
Em 24 de agosto de 2015, ele renunciou da posição do presidente, após alguns anos de problemas financeiros que o clube estava passando.

## Vida pessoal
Danilović é casado com Svetlana Danilović, repórter esportiva da RTS. O casal tem três filhos, incluindo Olga, uma tenista profissional.
Ele também estava envolvido com o Grupo Seven, uma organização de caridade fundada por sete jogadores de basquete sérvios.
Em 11 de fevereiro de 2009, Danilović entrou com uma ação contra a Worldwide Associates (uma empresa de responsabilidade limitada com sede em Carmel, Indiana e representada por Rick Suder e George Grkinich) alegando fraude de investimento ligada a US $ 4 milhões que ele deu à empresa para gerenciar. Anteriormente, Grkinich também esteve envolvido no Grupo Seven.

### Incidente de esfaqueamento
Na madrugada de sábado, 18 de maio de 2013, Danilović, de 43 anos, foi esfaqueado durante uma briga de bar em Belgrado, sofrendo ferimentos na cabeça, nos braços e no abdômen, ele foi operado em Urgentni centar, em Belgrado.
Segundo a imprensa, Danilović estava bebendo e comendo no bar Kafanica em Košutnjak, juntamente com amigos, incluindo o dono do bar - o amigo íntimo de Danilović, Branko "Fido" Filipović - antes de uma briga irromper por volta das 2h20 entre Filipović e Danilović. Filipović teria atingido Danilović na cabeça com um cinzeiro pedindo a alguém do bar que chamasse uma ambulância, que Danilović recusou após a sua chegada, mandando-os embora. A luta entre os dois continuou com Filipović esfaqueando Danilović no abdômen e acabou com ele dirigindo sozinho para o hospital. Devido à natureza de seus ferimentos, considerados "com risco de vida", Danilović passou por uma cirurgia de emergência e depois foi colocado em tratamento intensivo em condições estáveis. Durante o dia, Danilović foi visitado no hospital pelo primeiro-ministro sérvio Ivica Dačić (amigo pessoal e antecessor no cargo de presidente do KK Partizan), vice-primeiro-ministro sérvio Aleksandar Vučić e o ministro dos Esportes, Alisa Marić. Falando à imprensa depois, o primeiro-ministro Dačić descreveu em tom de brincadeira as circunstâncias do esfaqueamento de Danilović como "uma tradicional disputa sérvia entre amigos".
Em 20 de maio de 2013, a polícia sérvia emitiu um mandado de prisão contra Branko Filipović depois de tentar, sem sucesso, convocá-lo para interrogatório. Danilović saiu do hospital em 26 de maio de 2013 e foi visto em público no aeroporto de Belgrado, aguardando a chegada de Jovica Stanišić e Franko Simatović, que foram absolvidos no tribunal de Haia. Depois de fugir por mais de duas semanas, Filipović foi preso em Belgrado em 2 de junho de 2013. Depois de inicialmente ser acusado de "causar lesões corporais graves com ferimentos graves", sua acusação foi atualizada para "tentativa de homicídio" pelo Ministério Público sérvio.
Durante o julgamento, o papel da noiva de Filipović, Sanja Ševović (que também estava no bar na noite do esfaqueamento), ficou sob escrutínio, particularmente o tempo exato que ela alegou ter deixado o bar. Em fevereiro de 2014, Filipović foi condenado no Tribunal Superior de Belgrado a quatro anos e meio de prisão pela tentativa de assassinato de Danilović. Depois de passar nove meses na prisão, Filipović foi libertado da prisão até que a sentença se tornasse juridicamente vinculativa com a conclusão do processo de apelação.
O caso foi apelado e em maio de 2015, a Corte de Apelações anulou a sentença de primeira instância, ordenando um novo julgamento. Inicialmente previsto para o final de agosto de 2015, o novo julgamento começou em meados de outubro de 2015. Após os julgamentos de 2016, 2017 e 2018, no início de maio de 2018, Filipović e a promotoria pública sérvia teriam chegado a um acordo de confissão de culpa aguardando a confirmação da Suprema Corte. Várias semanas depois, no final de maio de 2018, o Tribunal Superior confirmou o acordo, sentenciando Filipović a um ano e meio de prisão, além de uma sentença condicional de quatro anos.